# Guelta

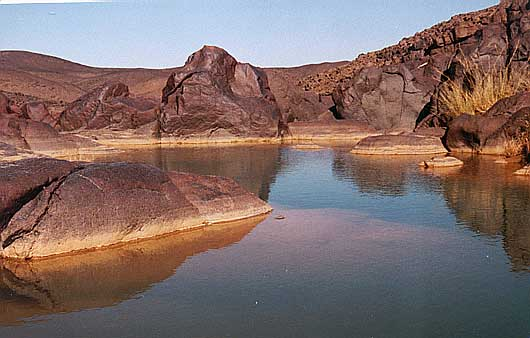
Um guelta, perto do Adrar dos Ifogas (Mali)

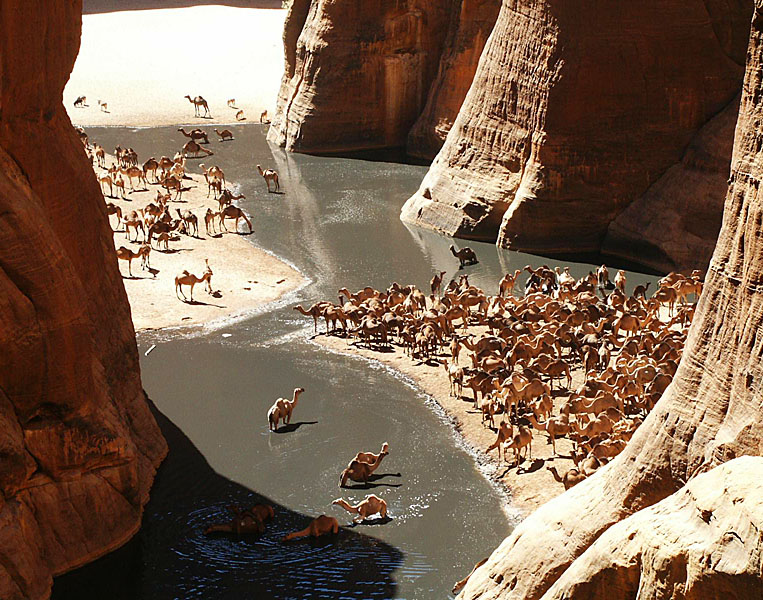
Dromedários no guelta de Archei, o mais famoso guelta do Saara, no Chade.

Guelta (pron. ['gelta]) é um termo árabe utilizado na África do Norte para referir qualquer acumulação de água natural, desde uma simples poça de água a um verdadeiro lago. O termo berbere correspondente é agelman (Marrocos) / agelmam (em tuaregue) / agelmim (na Cabília).
O termo designa espelhos de água que podem ser temporários, estacionais ou permanentes. Podem ter um emissário ou estar restritos a uma bacia hidrográfica sem saída superficial. Podem formar-se quando a água subterrânea em zonas de depressão aflora à superfície e cria piscinas permanentes e pequenos lagos.
Pode estar no leito de um uádi, ou em cisternas naturais na rocha. Neste caso, costumam estar protegidos da forte exposição ao sol em  zonas de montanha, por exemplo, em Ennedi (Chade) ou no Adrar dos Ifogas (Mali). No Médio Atlas, a sul de Azrou, há uma região rica em lagos de origem vulcânica, a região dos Agelman; o maior e mais conhecido, de 3 km de comprimento, é o Agelman n Sidi Ali u Mohand.
Os termos guelta ou aguelmane entram frequentemente nos topónimos, por exemplo, no nome da localidade de Guelta Zemmur («lago das oliveiras») no Saara Ocidental.